# Çığrıklı, Susuz
Çığrıklı là một xã thuộc huyện Susuz, tỉnh Kars, Thổ Nhĩ Kỳ. Dân số thời điểm năm 2010 là 357 người.